# Mesoligia vinctuncula
Mesoligia vinctuncula là một loài bướm đêm trong họ Noctuidae.